# Bruunshåb
Bruunshåb er en by i Midtjylland med 776 indbyggere i byområdet (2024), beliggende 4 km sydvest for Tapdrup, 7 km sydvest for Ørum Sønderlyng og 5 km sydøst for Viborg centrum. I praksis er Bruunshåb groet sammen med Viborg, idet Viborg-bydelen Arnbjerg strækker sig helt op til rundkørslen Vinkelvej / Søndersøvej, hvor Bruunshåb også starter. Byen hører til Viborg Kommune og ligger i Region Midtjylland. I Viborg Kommune udgør Bruunshåb området "Viborg Naturpark" sammen med den nye bydel Arnbjerg.
Bruunshåb hører til Asmild Sogn. Asmild Kirke ligger 3 km nord for Bruunshåb i den tidligere landsby Asmild, der nu er en bydel i Viborg.

## Faciliteter

### Møllehøjskolen
Den lokale skole, som i 2017 indviede en ny indskolingsfløj, har ca. 300 elever, fordelt på 0.-6. klassetrin. Efter 6. klasse kommer eleverne på Overlund Skole. Skolen har 55 ansatte. Efter skoletid er der SFO'en "Mølleriet" og klubben "Kværnen". Disse tilbud har 16 ansatte.

### Møllehøjhallen
Hallen fra 2003 ligger ved siden af skolen og benyttes af Bruunshåb-Tapdrup Idrætsforening og Sdr. Rind-Vinkel Idrætsforening til badminton, gymnastik, håndbold og indefodbold. Hallen og mødelokalet kan lejes til foredrag, fester mm.

### Bruunshåb Forsamlingshus
Ved udbygningen af skolen i 2017 kom byens gamle forsamlingshus til at ligge i vejen for etablering af en god legeplads. Der blev bygget et nyt forsamlingshus på 375 m² som en del af Møllehøjhallen. Det drives af hallens bestyrelse og har to sale, der kan lægges sammen: en stor til 100 personer og en lille til 30 personer.

### Børnehuset Møllehøj
Børnehuset ligger også tæt ved skolen. Børnehuset og skolen bruger hinandens faciliteter, og deres legepladser flyder sammen. Børnehuset blev bygget i 1998 og ombygget i 2010, hvor det også fik en tilbygning, så der er plads til ca. 80 børn. Pladserne kan fordeles fleksibelt mellem børnehave og vuggestue.

### Bruunshåb Gl. Papfabrik
Byens eneste museum, som tidligere var byens industri - først som klædefabrik og senere som papfabrik. Den 5. januar 1987 blev det arbejdende museum indviet.
Den gamle fabrik har endnu stor betydning for Bruunshåb. Fabrikkens og byens historie har sat præg på den nye rundkørsel ved Vinkelvej og Søndersøvej, der er opført i forbindelse med tilkoblingen til bydelen Arnbjerg. Midt i rundkørslen ses en kollergang, der har været brugt på fabrikken.
Derudover er fabrikken de seneste år blevet brugt som location i filmproduktioner.

### BT Stadion
Bruunshåb og Tapdrup Idrætsforening, BT IF, har et aktivt stadion med tilhørende klubhus i udkanten af Bruunshåb, i retning mod Tapdrup. Der dyrkes primært fodbold her, da mange af foreningens øvrige aktiviteter finder sted i Møllehøjhallen.
Cykelstien mellem Bruunshåb og Tapdrup findes bagved stadion.
Banerne har enkelte gange været lånt ud til Viborg FF.

## Historie

### Klædefabrikken
Justitsråd Bertel Bruun købte i 1809 Asmild Kloster Gods, hvortil hørte de to mølleanlæg Søndermølle og Ålemølle på Mølleå, som fører vand fra Viborgsøerne ud i Nørreå. Han planlagde at hans ældste søn Johannes Ivar Bruun skulle drive klædefabrik og sendte ham til København for at studere kemi, botanik, fysik, teknologi og bogholderi.
Bertel Bruun kendte klædebranchen, for han førte tilsyn med klædeproduktionen i Viborg Tugt- og Manufakturhus. Og ved Ålemølle lå der et valkeri, som gjorde klæderne fra tugthuset tættere. Men industrien ude i Europa var langt mere avanceret, så i foråret 1819 blev Johannes Ivar Bruun sendt til Hamburg, Berlin og Bøhmen for at studere moderne klædeproduktion. I foråret 1820 vendte han tilbage til Ålemølle med masser af inspiration og handelskontakter. Far og søn var nu klar til at opføre Bruunshåb Klædefabrik, der blev grundlaget for byen Bruunshåb.
I 1901 beskrives byen således: "Bruunshaab Klædefabrik (Aalemølle; anl. 1821, 65 Arbejdere, aarl. Produktion omtr. 70,000 Al. Klæde og heluldne Tøjer) med Skole."

### Papfabrikken
Efter en stor brand på fabrikken blev der i 1909 opført en ny hovedbygning. Fabrikken fungerede som klædefabrik indtil 1919. Men i 1916 var den overtaget af A/S J. Smiths Papfabrik, som indrettede den til at producere pap. Produktionen på Bruunshaab Gamle Papfabrik startede i 1920. Bygningerne er nu et arbejdende museum, hvor man kan se pap blive produceret på gamle maskiner i et fabriksanlæg, der stort set tager sig ud som i 1950'erne. Bygningerne har været fredet siden 1999.

### Jernbanen
Bruunshåb fik trinbræt med sidespor på Mariager-Fårup-Viborg Jernbane (1927-65). Det lå tæt på fabrikken. På det lave målebordsblad, der er tegnet efter åbningen af banen, ses ingen bydannelse. Den startede først midt i 1900-tallet.
Den 16 km lange Nørreåsti, der er anlagt på jernbanens tracé mellem Velds Husevej ved Ørum og Gl. Århusvej i Viborg, går gennem Bruunshåb. Man kan se perronkanten hvor trinbrættet lå.

### Bruunshåb Skole
Omkring 1960 faldt elevtallet både i Bruunshåb og Tapdrup. Så blev 0.-4. årgang samlet i Bruunshåb, og 5.-7. årgang blev samlet i Tapdrup. Senere blev skolerne såkaldte fødeskoler, der underviste eleverne indtil 6. klasse, hvorefter de fortsatte i Overlund Skole.
Overlund skole underviste ikke alene eleverne fra Bruunshåb og Tapdrup, men også eleverne fra Vinkel og Sønder Rind skoler. Imidlertid faldt elevtallet på skolerne op igennem 1980’erne, og i 1990 besluttede Viborg Byråd at nedlægge de fire landsbyskoler fra skoleåret 1991. I stedet blev Møllehøjskolen oprettet i Bruunshåb Skoles gamle bygninger.